# Coletivização agrícola
A agricultura coletiva e a agricultura comunitária são vários tipos de produção agrícola em que vários agricultores controlam suas participações como empresa conjunta. Este tipo de coletivismo é muitas vezes uma cooperativa agrícola em que os membros-proprietários se envolvem em atividades agrícolas. O processo pelo qual as terras agrícolas é agregado (ou doado com força) é chamado de coletivização. Em alguns países (incluindo a União Soviética, países do Bloco do Leste, China e Vietnã), houve variantes estatais e cooperativas. Por exemplo, a União Soviética tinha o kolkhozy (tipo cooperativo) e o sovkhozy (tipo estatal), muitas vezes denotadas como fazendas coletivas e fazendas estatais, respectivamente.
Em geral, a agricultura coletiva é contrastada com a agricultura familiar (em que a propriedade da terra e a gestão da fazenda são familiares) e com arranjos feudais em que a terra era de propriedade de senhorios ou aristocratas e os camponeses eram tipicamente empobrecidos (como a servos ou escravos). Pode ser comparado e contrastado com a agricultura corporativa; nos estados pós-soviéticos, as fazendas coletivas geralmente foram descoletivizadas, seja como fazendas familiares ou como corporativas, sendo esta última similar às antigas fazendas coletivas, mas com propriedade de ações.
Exemplos notáveis de agricultura coletiva incluem o kolkhozy que dominou a agricultura soviética entre 1930 e 1991 e os kibutzim israelitas. Ambos são fazendas coletivas baseadas na propriedade comum dos recursos e na acumulação de mão-de-obra e renda de acordo com os princípios teóricos das organizações cooperativas. Eles diferem radicalmente, no entanto, na aplicação dos princípios cooperativos relativos à liberdade de escolha e à regra democrática. O estabelecimento da kolkhozy na União Soviética durante a campanha de coletivização em todo o país de 1928-1933 exemplifica a coletivização forçada, enquanto os kibutzim em Israel tradicionalmente se formam através da coletivização voluntária e se governam como entidades democráticas. O elemento da coletivização forçada ou patrocinada pelo Estado que operava em muitos países durante o século XX levou à impressão de que as fazendas coletivas sempre operavam sob a supervisão do Estado, mas isso não é universalmente verdadeiro; o tema comum era que a administração seria coletiva, embora não fosse necessariamente dirigida por funcionários das agências governamentais.

## História pré-século XX
Um pequeno grupo de famílias de agricultores ou de pastores que vivem juntos em um pedaço de terra gerido em conjunto é certamente um dos mais comuns em toda a história humana. Isso coexistiu com, e competiu com, formas mais individualistas de propriedade (bem como propriedade estatal), desde o início da agricultura. A propriedade privada passou a predominar em grande parte do mundo ocidental e, portanto, é melhor estudada. O processo pelo qual a terra comunal da Europa Ocidental (e outros bens) tornou-se privada é uma questão fundamental por trás dos pontos de vista da propriedade: é o legado de injustiças e crimes históricos? Karl Marx acreditava que o que ele chamava de comunismo primitivo (propriedade conjunta) acabou por meios exploratórios, ele chamou de acumulação primitiva. Em contrapartida, os pensadores libertários dizem que, pelo princípio da propriedade, quem é o primeiro a trabalhar na terra é o proprietário legítimo.

### Estudos de caso

#### México
Durante o governo asteca do México, o país foi dividido em pequenos territórios denominados calpulli, que eram unidades da administração local preocupadas com a agricultura, bem como com a educação e a religião. Um calpulli consistia em uma série de grandes famílias com um antepassado comum presumido, cada um composto de várias famílias nucleares. Cada calpulli possuía a terra e concedia às famílias individuais o direito de cultivar partes dela. Quando os espanhóis conquistaram o México, substituíram isso por um sistema de hacienda (fazendas) ou propriedades concedidas pela coroa espanhola aos colonos espanhóis, bem como a encomienda, um direito feudal de colonos de soberania foram dados em aldeias particulares, e o repartimiento ou sistema de trabalho forçado indígena.
Após a Revolução Mexicana, uma nova constituição, em 1917, aboliu qualquer remanescente de direitos feudais que os proprietários de haciendas tinham sobre terras comuns e ofereciam o desenvolvimento de ejidos: fazendas comunitárias formadas em terras compradas dos grandes estados pelo governo mexicano.

#### Iroqueses e huronianos da região dos Grandes Lagos da América do Norte

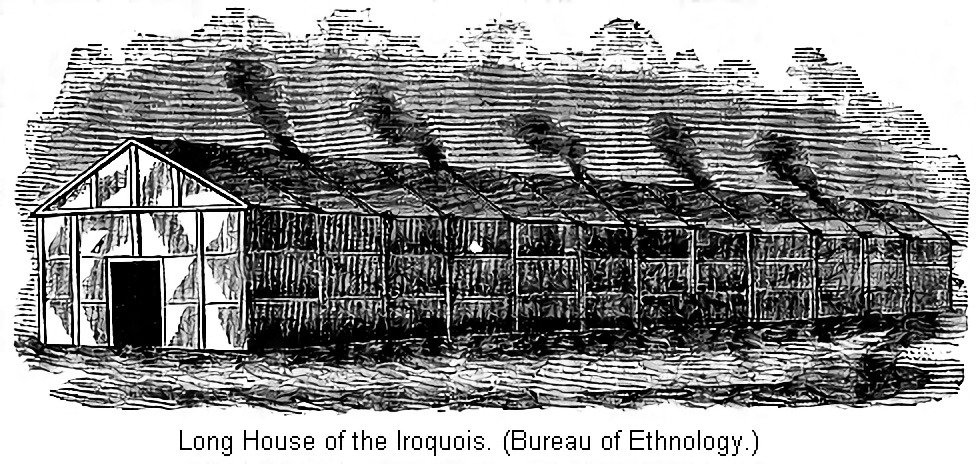
Uma casa comunal iroquesa que abriga várias centenas de pessoas

Os huronianos tinham um sistema essencialmente comunal de propriedade da terra. O missionário católico francês Gabriel Sagard descreveu os fundamentos. Os huronianos tinham "tanta terra quanto precisavam." Como resultado, poderiam dar às famílias sua própria terra e ainda teriam uma grande quantidade de terras em excesso pertencentes à comunidade. Qualquer huroniano era livre para limpar a terra e a fazenda com base no usufruto. Eles mantiveram a posse da terra enquanto continuavam a cultivar ativamente e cuidar dos campos. Uma vez que abandonavam a terra, ela voltava para a propriedade comunal, e qualquer um poderia tomá-la para si. Embora o huroniano pareça ter terras designadas para o indivíduo, o significado desta posse pode ser de pouca relevância; a colocação de embarcações de armazenamento de milho nas casas comunais, que continham múltiplas famílias em um grupo de parentesco, sugere que os ocupantes de uma casa comunal mantiveram toda a produção em comum.
Os huronianos tinham um sistema comum de distribuição de terra. A tribo era proprietária de todas as terras, mas deram extensões aos diferentes clãs pela maior distribuição entre as famílias para o cultivo. A terra seria redistribuída entre os agregados familiares em poucos anos, e um clã poderia solicitar uma redistribuição das extensões quando o Conselho das Mães do Clã se reunisse. Aqueles clãs que abusavam da terra alocada ou de outra forma não cuidavam dela, seriam avisados e eventualmente punidos pelo Conselho das Mães do Clã ao ter a terra redistribuída para outro clã. A propriedade da terra era a única preocupação das mulheres, já que era trabalho delas cultivar alimentos e não dos homens.
O Conselho das Mães do Clã também reservava certas áreas de terra a serem trabalhadas pelas mulheres de todos os diferentes clãs. Alimentos de tais terras, chamados kěndiǔ"gwǎ'ge' hodi'yěn'tho, seriam usados em festivais e grandes encontros de conselhos.

#### Império Russo
As obshchina (russo:  общи́на, literalmente: "comuna") ou mir (em russo:  мир, literalmente: "sociedade" (um dos significados)) ou Selskoye obshestvo (em russo:  сельское общество ("Comunidade rural", termo oficial nos séculos XIX e XX) eram comunidades camponesas, em oposição às fazendas individuais, ou khutors, na Rússia imperial. O termo deriva da palavra о́бщий, obshchiy (comum).
A grande maioria dos camponeses russos manteve suas terras em posse comunal dentro de uma comunidade de mir, que atuou como um governo ou uma cooperativa de aldeia. A terra arável foi dividida em secções com base na qualidade do solo e na distância da aldeia. Cada família tinha o direito de reivindicar uma ou mais faixas de cada seção, dependendo do número de adultos no agregado. O propósito desta alocação não era tanto social (a cada um de acordo com suas necessidades) como era prático (que cada pessoa paga seus impostos). As faixas foram periodicamente reatribuídas com base em um recenseamento, para garantir uma parcela equitativa da terra. Isso foi imposto pelo estado, que teve interesse na capacidade das famílias de pagar seus impostos.

## Coletivização comunista
A União Soviética introduziu a agricultura coletiva em suas repúblicas constituintes entre 1927 e 1933. Os Estados do Báltico e a maioria dos países da Europa Central e Oriental (exceto a Polônia) adotaram a agricultura coletiva após a Segunda Guerra Mundial, com a adesão dos regimes comunistas ao poder. Na Ásia (República Popular da China, Coréia do Norte, Vietnã), a adoção da agricultura coletiva também foi impulsionada pelas políticas dos governos comunista. Na maioria dos países comunistas, a transição para a agricultura coletiva envolveu um elemento de compulsão, enquanto as fazendas coletivas dentro desses países, que não possuíam o princípio da adesão voluntária, geralmente são consideradas como pseudo-cooperativas.

### União Soviética
Como parte do Primeiro Plano Quinquenal, a coletivização foi introduzida na União Soviética pelo secretário-geral Josef Stalin no final da década de 1920, de acordo com as políticas dos líderes socialistas, para impulsionar a produção agrícola através da organização da terra e do trabalho em grandes fazendas coletivas (kolkhozy). Ao mesmo tempo, Stalin argumentou que a coletivização liberaria os camponeses pobres da servidão econômica sob os culaques (Kulaks; proprietários de fazendas ricos e prósperos).
Stalin recorreu ao assassinato e à deportação em massa de agricultores para a Sibéria, a fim de implementar o plano. Milhões que permaneceram não morreram de fome, mas o sistema de agricultura secular foi destruído em uma região tão fértil que já foi chamada de "o celeiro da Europa". Os efeitos imediatos da coletivização forçada reduziram a produção de grãos e quase metade do número de gado, criando assim grande fome em toda a URSS durante 1932 e 1933. Em 1932-1933, cerca de 11 milhões de pessoas, 3-7 milhões na Ucrânia, morreram de fome depois que Stalin forçou os camponeses a coletivos (os ucranianos chamam esse acontecimento de Holodomor), e milhares de testemunhas oculares feitas pelos sobreviventes. Não foi até 1940 que a produção agrícola finalmente ultrapassou os níveis de pré-coletivização.
A coletivização em toda a Moldávia não foi seguida agressivamente até o início da década de 1960, devido ao foco da liderança soviética em uma política de russificação dos moldávios no modo de vida russo. Grande parte da coletivização na Moldávia tinha sofrido na Transnístria, em Chișinău, a atual capital da Moldávia. A maioria dos diretores que regularam e conduziram o processo de coletivização foram colocados por funcionários de Moscou.

### Hungria
Na Hungria, a coletivização agrícola foi tentada várias vezes entre 1948 e 1956 (com resultados insatisfatórios), até que finalmente foi bem sucedida no início da década de 1960 sob János Kádár. A primeira tentativa séria de coletivização baseada na política agrícola stalinista foi realizada em julho de 1948. A pressão policial econômica e direta foi usada para coagir os camponeses para se juntarem às cooperativas, mas grandes números optaram por deixar as suas aldeias. No início da década de 1950, apenas um quarto dos camponeses concordou em se juntar a cooperativas.
Na primavera de 1955, o impulso para a coletivização foi renovado, novamente usando a força física para incentivar a adesão, mas esta segunda onda também terminou em fracasso. Após os acontecimentos da Revolução Húngara de 1956, o regime húngaro optou por uma unidade de coletivização mais gradual. A onda principal de coletivização ocorreu entre 1959 e 1961, e no final deste período, mais de 95% das terras agrícolas da Hungria tornaram-se propriedade de fazendas coletivas. Em fevereiro de 1961, o Comitê Central declarou que a coletivização havia sido completada.
Esse rápido sucesso não deve ser confundido com a adoção entusiasmada do idealismo coletivo por parte dos camponeses. Ainda assim, desmoralizados após duas sucessivas campanhas de coletivização e os acontecimentos da Revolução Húngara de 1956, os camponeses estavam menos interessados em resistir. À medida que os níveis de adesão aumentavam, aqueles que permaneceram fora provavelmente ficaram preocupados em permanecer permanentemente fora de casa.

## Coletivização agrícola voluntária

### México
No México, o sistema ejido proporcionou aos agricultores pobres direitos de uso coletivo sobre terras agrícolas. A degradação desses direitos ao abrigo no acordo do NAFTA de 1994 conduziu diretamente ao Conflito de Chiapas.

### Canadá e Estados Unidos
Os anabatistas huteritas criaram comunidades desde o século XVI. A maioria deles agora vive nas pradarias do Canadá e no norte das Grandes Planícies dos Estados Unidos.